# Adelmo Eufemi
Adelmo Eufemi, detto Memmo (Anzio, 18 giugno 1935), è un allenatore di calcio ed ex calciatore italiano, di ruolo difensore.

## Carriera

### Giocatore
Dopo aver giocato nelle giovanili dell'Anzio è stato acquistato dalla Lazio in cui ha a lungo militato, conquistando con la formazione biancoceleste la Coppa Italia 1958, primo titolo ufficiale del club romano, e disputando 95 incontri in Serie A.
Ha totalizzato inoltre 50 presenze complessive in Serie B con le maglie di Livorno (in prestito), Lazio e Udinese.

### Allenatore
Una volta terminata la carriera di calciatore, Eufemi torna alla Lazio in veste di allenatore nelle squadre giovanili, oltre che di osservatore, e dopo una breve parentesi alla guida del Ladispoli, diventa prima assistente di Tommaso Maestrelli e poi vice di Giulio Corsini sulla panchina biancoceleste.
Successivamente allena squadre in categorie minori come Potenza, Frosinone ed Alghero.

## Collegamenti esterni

Una formazione della Lazio 1960-61; Eufemi è il primo in piedi da sinistra

## Palmarès

### Club

#### Competizioni nazionali
Coppa Italia: 1 
Lazio: 1958